# Green Island Harbour
Green Island Harbour är en vik i Jamaica.   Den ligger i parishen Hanover, i den västra delen av landet, 160 km väster om huvudstaden Kingston.